# Liste der Naturdenkmäler im Landkreis Tirschenreuth
Die Liste der Naturdenkmäler im Landkreis Tirschenreuth nennt die Naturdenkmäler im Landkreis Tirschenreuth in Bayern. Nach Art. 51 Abs. 1 Nr. 4 BayNatschG ist das Landratsamt des Landkreises Tirschenreuth für den Erlass von Rechtsverordnungen über Naturdenkmäler (§ 28 BNatSchG) zuständig.

## Naturdenkmäler
| Bild                        | Nummer | Bezeichnung                                            | Gemarkung           | Lage | Beschreibung | Verordnung |
| --------------------------- | ------ | ------------------------------------------------------ | ------------------- | --- | --- | ---------- |
| weitere Bilder              |        | Buche bei Altmugl                                      | Bad Neualbenreuth   | direkt an der Staatsstraße 2175. (49° 57′ 1″ N, 12° 27′ 52,7″ O)                                                                 | Nur noch ein bizarr aussehender Baumstumpf. Im Jahr 1999 wegen Problemen mit der Verkehrssicherheit und Bruchgefährdung bis zum Kronenansatz eingekürzt.                           | 1961       |
|                             |        | Sumpfwiese bei der Habertsmühle                        | Bad Neualbenreuth   | etwa 400 westlich der Habersmühle.                                                                                               | Schutzgrund sind die auf relativ kleinen Raum angetroffenen Ökotypen mit ihrer floristischen und faunistischen Bedeutung und ein Flachmoorbereich.                                 | 1980       |
| Stamm der Buche am Nigerl   |        | Buche am Nigerl                                        | Bad Neualbenreuth   | etwa einen Kilometer westlich der Ortschaft Altmugl im Muglbachtal. (49° 57′ 17,8″ N, 12° 26′ 55,4″ O)                           | Der Erhalt des Baums steht wegen eines Pilzbefalls in Frage. | 1982       |
|                             |        | Steinbergallee bei Bärnau                              | Bärnau              | westlich der Steinbergkirche, in der Nähe der Staatsstraße 2173 in Richtung Grenze.                                              | | 1935       |
|                             |        | Tillyschanze                                           | Bärnau              | 500 m nördlich des Grenzlandturms.                                                                                               | Erdwälle | 1935       |
|                             |        | Granitblöcke in der Waldabteilung „Hohe Reuth“         | Bärnau              | südöstlich der Ortschaft Naab im sogenannten Bürgerwald in der Waldabteilung „Hohe Reuth“.                                       | 2 Granitblöcke |            |
|                             |        | Granitblöcke in der Waldabteilung „Steinernes Viertel“ | Bärnau              | etwa 3,5 km südöstlich der Ortschaft Naab im Bürgerwald in der Waldabteilung „Steinernes Viertel“.                               | Auch Geotop. |            |
|                             |        | Felspartie im „Pfarrhölzl“                             | Bärnau              | etwa 1 km südwestlich von Schwarzenbach, etwa 20 Meter oberhalb des Schwarzenbachs.                                              | Felskegel von etwa 5 m Länge, 2 m Breite und 10 m Höhe. |            |
|                             |        | Lindengruppe in Hohenthan                              | Bärnau              | Hohenthan, im Friedhof, am Parkplatz bei der Kirche und im Pfarrgarten.                                                          | |            |
|                             |        | Wackelstein                                            | Bärnau              | etwa 4 km südlich der Ortschaft Naab in der Waldabteilung „Hoher Mitterweg“.                                                     | Felsformation | 1966       |
|                             |        | Linde bei Wendern                                      | Bärnau              | am südlichen Ortsrand von Wendern.                                                                                               | Ursprünglich 2 Linden, eine ist 2008 bei einem Sturm umgestürzt. | 1969       |
|                             |        | Lärchen bei Ebnath                                     | Ebnath              | im Bereich Hammerhöhe am Ortsrand von Ebnath.                                                                                    | Ursprünglich standen 12 Lärchen unter Schutz, aktuell sind noch 5 Bäume vorhanden. Ortsbildprägend.                                                                                | 1938       |
| Eiche am Marktplatz         |        | Eiche in Ebnath                                        | Ebnath              | in der Ortsmitte neben dem Kriegerdenkmal.                                                                                       | | 1938       |
|                             |        | Teufelsstein bei Napfberg                              | Erbendorf           | etwa 150 m von der Ortschaft Napfberg entfernt in einem Wiesenhang, an einem Wanderweg.                                          | | 1938       |
|                             |        | Linde am Weiher bei Geiselhof                          | Erbendorf           | etwa 80 m südlich des Geiselhofs.                                                                                                | | 1938       |
|                             |        | Linde bei der Windischkapelle                          | Erbendorf           | mitten in Erbendorf neben der Windischkapelle.                                                                                   | Der Baum wurde mehrfach saniert und eingekürzt. | 1938       |
|                             |        | Kühstein bei Erbendorf                                 | Erbendorf           | am östlichen Ortsrand von Erbendorf, am linken Ufer der Fichtelnaab.                                                             | Felskuppe aus Serpentinit. Auch Geotop und FFH-Gebiet. | 1939       |
|                             |        | Bildföhre bei Plärn                                    | Erbendorf           | etwa 400 m westlich der Ortschaft Plärn an einem Rangen direkt über der B 299.                                                   | | 1938       |
|                             |        | Bürgerfelsen                                           | Falkenberg          | am Ortsrand von Falkenberg im Bereich des Schlossbergs, etwa 400 m flussaufwärts der Waldnaabbrücke am linken Ufer der Waldnaab. | Granitfelsformation in einer sogenannten Wollsackbildung. Auch Geotop. |            |
|                             |        | Felsenkette bei der Troglauer Mühle                    | Falkenberg          | etwa 100 m nördlich der Troglauer Mühle am rechten Ufer der Waldnaab.                                                            | Felsformation. Auch Teil eines Geotops. |            |
|                             |        | Felskegel                                              | Falkenberg          | etwa 70 m südlich der Troglauer Mühle am rechten Ufer der Waldnaab.                                                              | Felsformation. Auch Teil eines Geotops. | 1960       |
|                             |        | Hackelstein                                            | Fuchsmühl           | etwa 2 km westlich von Fuchsmühl mitten im Steinwald.                                                                            | Felsformation. Auch Geotop. |            |
|                             |        | Pampelweiher bei Immenreuth                            | Immenreuth          | | Geschützt wegen der dort vorkommenden seltenen Pflanzengesellschaften und zum Schutz der Tierwelt.                                                                                 | 1980       |
|                             |        | Eichen in Immenreuth                                   | Immenreuth          | am westlichen Rand von Immenreuth im Bereich Steinäcker.                                                                         | Geschützt als ortsbildprägend. | 2009       |
|                             |        | Eiche in Kaibitz                                       | Kemnath             | Kaibitz, rechts von der Kapelle am Weg nach Fortschau.                                                                           | vermutlich älter als 300 Jahre. | 1938       |
| weitere Bilder              |        | Kuppe des Anzensteins                                  | Kemnath             | westlich der Ortschaft Anzenberg.                                                                                                | Basaltkegel. Auch FFH-Gebiet. | 1938       |
|                             |        | Kuppe des Schloßbergs bei Waldeck                      | Kemnath             | | Basaltkegel, auf dem seltene Pflanzen und Tiere vorkommen. Auch FFH-Gebiet. | 1938       |
|                             |        | Rohrweiher bei Oberndorf                               | Kemnath             | rund 500 Meter westlich der Ortschaft Oberndorf unmittelbar an der B 22.                                                         | ornithologische Bedeutung. | 1980       |
|                             |        | Armesberg bei Zinst                                    | Kulmain             | Armesberg mit Wallfahrtskirche                                                                                                   | Basaltkegel, auf dem sich Blockschutthalden befinden. Auch Geotop und FFH-Gebiet.                                                                                                  | 1951       |
|                             |        | Linde bei Zinst                                        | Kulmain             | am östlichen Ortsrand von Zinst.                                                                                                 | über 300 Jahre alte Sommerlinde. | 1938       |
|                             |        | Eiche in Babilon bei Lenau                             | Kulmain             | beim ehemaligen Schulhaus in Babilon                                                                                             | | 1938       |
| Quarzporphyrhügel bei Lenau |        | Porphyrhügel bei Lenau                                 | Kulmain             | etwa 200 Meter nördlich der Ortschaft Lenau.                                                                                     | Geschützt wegen seiner Geologie und der dort vorkommenden Pflanzenwelt. | 1980       |
|                             |        | Eiserner Hut bei Pfaffenreuth                          | Leonberg            | östlich der ehemaligen Grube Bayerland.                                                                                          | Schutz zur Sicherung der Aufschlüsse der dort vorkommenden Schwefelkieserze. Die Entnahme von Materialien ist nicht gestattet.                                                     |            |
|                             |        | Barbara-Moor bei Leonberg                              | Leonberg            | etwa 300 m nördlich von Leonberg direkt an der Wondreb.                                                                          | Moorfläche. | 1980       |
|                             |        | Linde in Dippersreuth                                  | Mähring             | am südöstlichen Rand von Dippersreuth nahe bei einer Kapelle.                                                                    | | 1965       |
|                             |        | Eichengruppe in Großensterz                            | Mitterteich         | in der Ortsmitte von Großensterz.                                                                                                | | 1965       |
|                             |        | Türkenbundvorkommen bei Großbüchlberg                  | Mitterteich         | etwa 1,2 km östlich von Großbüchlberg.                                                                                           | Ein seltenes, größeres Vorkommen von Türkenbund. | 1981       |
|                             |        | Feuchtbiotop bei Pleußen                               | Mitterteich         | Gemarkung Pleußen, Flurstück 89.                                                                                                 | Als Zwischenmoor eingestufte Fläche, die durch regelmäßige Pflege zu erhalten versucht wird.                                                                                       | 1980       |
|                             |        | Lindenbaum in Mitterteich                              | Mitterteich         | Gartenstraße 7. | Geschützt wegen ihrer ortsbildprägenden Form. | 1961       |
|                             |        | Franzosenfelsen bei Riglasreuth                        | Neusorg             | direkt an der Staatsstraße 2177 südlich der Ortschaft Riglasreuth.                                                               | Phyllitfelsen. Auch Geotop. | 1938       |
|                             |        | Basaltkegel Steinhübel bei Pechbrunn                   | Pechbrunn           | etwa 600 m östlich von Pechbrunn direkt an der Autobahn A93.                                                                     | Auch Geotop. | 1959       |
|                             |        | Wappenstein bei Groschlattengrün                       | Pechbrunn           | etwa 600 m östlich von Pechbrunn direkt an der Autobahn A93.                                                                     | Vulkanschlot, hauptsächlich aus Tuff, Ignimbrit und Basalt bestehend. Die heute überwiegend zugewachsenen Aufschlüsse liegen nördlich der Ortschaft Groschlattengrün. Auch Geotop. | 1965       |
|                             |        | Sulzteichstein                                         | Plößberg            | mitten im Sulzteichstein bei Beidl.                                                                                              | wollsackförmiger Granitblock. Auch Geotop. |            |
|                             |        | Der hohe Stein                                         | Plößberg            | nördlich von Liebenstein. | guterhaltene Felswand aus Granit. Auch Geotop. | 1959       |
|                             |        | Granitfelsgebilde Schweigberg                          | Plößberg            | am nordöstlichen Rand von Liebenstein.                                                                                           | | 1959       |
|                             |        | Felsgebilde Tiefenlohe                                 | Plößberg            | etwa 1 km südlich von Liebenstein, Flur Nr. 349.                                                                                 | Granitfelsenwand. | 1959       |
|                             |        | Linde bei Ödschönlind                                  | Plößberg            | auf einer kleinen Anhöhe etwa 300 m östlich der Ortschaft Ödschönlind.                                                           | | 1969       |
|                             |        | Rotbuchen bei Geisleithen                              | Plößberg            | etwa 400 m westlich der Ortschaft Geisleithen an einem Feldweg.                                                                  | | 1969       |
|                             |        | Linde an der Klausenkirche                             | Pullenreuth         | direkt neben der Klausenkirche, etwa 200 m nördlich der Ortschaft Dechantsees.                                                   | | 1980       |
|                             |        | Allee von Reuth nach Premenreuth                       | Reuth bei Erbendorf | | | 1938       |
|                             |        | Mühlbühl-Anlage                                        | Tirschenreuth       | mitten in Tirschenreuth. | |            |
|                             |        | Dorflinde in Großklenau                                | Tirschenreuth       | in Großklenau, an der Straße nach Höfen.                                                                                         | | 1950       |
|                             |        | Dorflinden in Wondreb                                  | Tirschenreuth       | am Eingang zum Friedhof und zur Kirche.                                                                                          | | 1959       |
| weitere Bilder              |        | Wolfenstein                                            | Tirschenreuth       | etwa einen Kilometer südöstlich der Ortschaft Hohenwald. (49° 52′ 9,8″ N, 12° 18′ 20,2″ O)                                       | massige Granitfelsformation mit Feldspateinsprenglinge unterschiedlicher Größe, Verwitterung in Wollsackform.                                                                      | 1960       |
| weitere Bilder              |        | Große Teufelsküche                                     | Tirschenreuth       | in einem Waldstück in der Gemarkung Lengenfeld. (49° 50′ 35,1″ N, 12° 18′ 19,8″ O)                                               | mehrere Felsgebilde aus Granit. Auch Geotop. | 1960       |
|                             |        | Kleine Teufelsküche                                    | Tirschenreuth       | südlich von Tirschenreuth in einem Waldgrundstück zwischen Rothenbürger Weiher und Mooslohe.                                     | auf 50 m Länge häufen sich mehrere Granitblöcke um einen Bachlauf. Auch Geotop. | 1960       |
|                             |        | Linden bei der Antonius-Kapelle in Hohenhard           | Waldershof          | direkt an der Antonius-Kapelle.                                                                                                  | 2 Linden | 1959       |
|                             |        | Linde an der Straße nach Walbenreuth                   | Waldershof          | etwa 1,5 km südlich von Waldershof unweit der Straße nach Walbenreuth.                                                           | | 1966       |
|                             |        | Baumgruppe in der Ortsmitte von Walbenreuth            | Waldershof          | in der Ortsmitte von Walbenreuth.                                                                                                | Ahorngruppe | 1965       |
|                             |        | Linde bei Schafbruck                                   | Waldershof          | in der Ortschaft Schafbruck bei der Gaststätte „Fleischgirgl“.                                                                   | | 1963       |
|                             |        | Lindengruppe bei Poppenreuth                           | Waldershof          | am südlichen Ortsrand von Poppenreuth, unmittelbar an der Staatsstraße.                                                          | | 1969       |
|                             |        | Linde bei der weißen Marter                            | Waldsassen          | etwa 1 km nördlich von Münchenreuth.                                                                                             | | 1959       |
|                             |        | Linde an der Neualbenreuther Straße in Waldsassen      | Waldsassen          | Neualbenreuther Straße 4. | | 1984       |
|                             |        | Moorniederung beim Zieglerbräu in Waldsassen           | Waldsassen          | am nördlichen Ortsrand von Waldsassen, am Forellenbach, östlich des Betriebsgeländes der Brauerei Zieglerbräu.                   | | 1980       |